# Newcastle (Teksas)
Newcastle je grad u američkoj saveznoj državi Teksas. Prema popisu stanovništva iz 2010. u njemu je živjelo 585 stanovnika.